# Інститут арабського світу
Інститут Арабського Світу в Парижі (фр. Institut du monde arabe) відкрився у 1987 році в результаті партнерства Франції і двадцяти двох арабських країн: Алжиру, Бахрейну, Джибуті, Єгипту, Йорданії, Іраку, Ємену, Катару, Кувейту, Лівану, Лівії, Мавританії, Марокко, Об'єднаних Арабських Еміратів, Оману, Палестини, Саудівської Аравії, Сирії, Сомалі, Судану та Тунісу .
Інститут арабського світу був створений для ознайомлення і розповсюдження арабської культури, інститут позиціонується як культурний міст між Францією і арабським світом.
Інститут має три головні мети:
- Розвивати та поглиблювати у Франції ознайомлення, вивчення і розуміння арабського світу, арабської мови, арабської цивілізації та її розвитку в сьогоденні
- Сприяти культурному обміну та співробітництву між Францією і арабським світом, особливо в сфері науки і технології
- Допомагати розвитку відносин між Францією і арабським світом, зміцнюючи загальне взаєморозуміння між арабським світом та Європою

## Будівля
Південний фасад будівлі оформлений у стилі, який поєднує традиційні орнаменти з сучасними технологіями. За скляними стінами будівлі розташовані металеві жалюзі, виконані в стилі арабських орнаментів, і працюють за принципом діафрагми, автоматично звужуючи щілини для пропускання світла в сонячну погоду.

## Музей

### Колекція
Постійна колекція музею регулярно поповнюється новими придбаннями і дарами. Крім цього, музей підтримує тісний зв'язок з державами-засновниками Інституту, що зокрема виражається в регулярних обмінах та передаванні в дар експонатів з боку арабських держав, що розглядають музей Інституту як «музей арабських музеїв». Так в 2005 році Ємен передав музею близько 50 цінних експонатів.
Зали музею розташовані навколо внутрішнього двору будівлі і займають з 4 по 7 поверхи. Відвідування відбувається з 7 до 4 поверху.

#### 7-й поверх: доісламський період
Зали сьомого поверху присвячені основним етапам стародавньої історії арабського світу: стели і глиняні об'єкти заснованого фінікійцями Карфагена нагадують відвідувачам про велич цього міста; туніські розкопки свідчать про період римського домінування в арабському світі; «щаслива пора Аравії» (фр. l'Arabie Heureuse) на стику епох представлена зокрема алебастровими статуями; мозаїка і кахель свідчать про розвинуті ремесла того часу. Від пунічних стел до єменських ароматних ламп, від символу богині Таніт до монограми Христа, перед відвідувачем розкривається історія становлення ісламського світу.

#### 6-й поверх: формування ісламського мистецтва і науки
Після смерті пророка Муххамеда, його спадкоємці вирушають в завойовницькі походи (див. Історія ісламу), поширюючи Іслам на все нові й нові землі. Від Дамаска до Багдада формуються найсильніші династії, засновуються нові міста. Кілька вітрин музею представляють найцікавіші експонати цього періоду становлення ісламського мистецтва.
Розквіт арабської наукового світу представлений колекцією рукописів, астролябій та інших інструментів, що датуються початком IX століття. Влада арабських держав активно сприяли розвитку математики, астрономії, фізики та медицини. У цей час арабські вчені переклали величезну кількість практично забутих на той час наукових праць Античності, що надалі сприяло їх поширенню в Європі.

#### 4-й поверх: розквіт арабо-мусульманського мистецтва
Експозиція 4-го поверху розбита на 3 групи за географічною ознакою:
- Магриб та Андалусія
- Сирія та Єгипет
- Іран, Центральна Азія, Туреччина і Індія

Виставлені експонати з різних матеріалів: кераміка, дерево, метал або скло, свідчать про досконалу техніку майстрів X—XVIII століть. Окремий зал присвячений килимам.
Крім постійної експозиції музей регулярно проводить тимчасові виставки.

### Практична інформація
Музей розташований у V окрузі Парижа, найближчі станції паризького метро — Cardinal Lemoine, Жюссьє та Sully-Morland.
Адреса:1, rue des fossés Saint-Bernard, Place Mohammed V, 75236 PARIS CEDEX 05.